# Gemsbok
Gemsbokken (Oryx gazella) er et dyr i underfamilien hesteantiloper af skedehornede pattedyr. Den har en skulderhøjde på omkring 1,2 m, er mellem 1,9 og 2,4 m lang og vejer 100-210 kg. Pelsen er lys brunlig-grå med lysere partier bagtil. Halen er lang og sort. En mørk stribe går fra kinden og nedad langs kanten mod halsen, og der er ligeledes en markant mørk stribe nederst langs hver side af kroppen. Benene er hvide med et mørkt område foran. Begge køn har lange, lige horn, der i gennemsnit er 85 cm lange.
Gemsbokken lever naturligt i tørre områder i det sydlige Afrika, som Kalahari-ørkenen. Den er afbildet i Namibias nationalvåben, og er almindeligt forekommende i Namibia. Dyrene lever i flokke på normalt mellem 10-40 individer af begge køn, som anføres af en dominerende han og derudover består af nogle få ikke-dominerende hanner samt hunner. De er ganske hurtige og kan opnå en fart på op til 60 km/t.
Udover det naturlige udbredelsesområde i det sydlige Afrika er gemsbokken udsat i New Mexico i USA, hvor der i perioden 1969-1977 blev udsat 93 dyr, som siden har formeret sig til omkring 3.000 individer. I det naturlige udbredelsesområde estimeres det, at der lever omkring 373.000 gemsbokke.